# Bedsted (Thisted)
Bedsted is een plaats in de Deense regio Noord-Jutland, gemeente Thisted. De plaats telt 936 inwoners (2008).